# Wyspa Księcia Edwarda na Island Games 2009
Reprezentacja Wyspy Księcia Edwarda na Island Games 2009 na Wyspach Alandzkich (Finlandia) liczyła trzech zawodników, którzy występowali tylko w jednej dyscyplinie - golfie. Była to jedna kobieta i dwóch mężczyzn.
Dla wyspy tej był to ósmy występ w Island Games. Po raz pierwsi pojawili się w roku 1991 na Wyspach Alandzkich, później zaś w 1993 na wyspie Wight. Przez następnych kilka lat reprezentacja była nieaktywna, ale w 1999 pojawili się ponownie i od tamtej pory już regularnie występują w zmaganiach sportowych Island Games.

## Reprezentanci

### Golf
Wyspa Księcia Edwarda wystawiła trzech golfistów na rozgrywki Island Games. Byli to: Mary Christine MacDonald, David C. Murphy oraz David N. Murphy. Obaj mężczyźni zajęli bardzo niskie lokaty - David C. Murphy nie zdobył żadnego punktu (74. miejsce), a David N. Murphy zdobył 72. miejsce. Słabo poradziła sobie także jedyna reprezentantka Wyspy Księcia Edwarda, zdobywając 43. miejsce na 45. Wszyscy występowali w klasyfikacjach indywidualnych.
| Poz.   | Zawodnik                 | 1. r. | 2. r. | 3. r. | 4. r. | Suma |
| ------ | ------------------------ | ----- | ----- | ----- | ----- | ---- |
| 43./45 | Mary Christine MacDonald | 129   | 134   | 125   | 123   | 511  |
| 72./74 | David N. Murphy          | 112   | 111   | 113   | 104   | 440  |
| 74./74 | David C. Murphy          | 0     | 0     | 0     | 0     | 0    |